# Lyngby-Taarbæk Bibliotekerne
Lyngby-Taarbæk Bibliotekerne er det kommunale bibliotekssystem i Lyngby-Taarbæk Kommune.
Bibliotekernes hovedsæde og største bibliotek er Stadsbiblioteket i Lyngby der findes centralt i Kongens Lyngby på Lyngby Hovedgade ved Mølleåen.
Andre nuværende biblioteker er Virum Bibliotek,  Lundtofte Bibliotek og Taarbæk Bibliotek. 
Det tidligere Sorgenfri Bibliotek lå ved Sorgenfri Torv.
Det havde sidste åbningsdag den 29. oktober 2008.
Samme år blev Lundtofte Bibliotek på Lundtofte Skolestræde også lukket.
Der har også tidligere været et "Virum Bibliotek". Det lukkede i 1990. Siden er der dog åbnet både et nyt Virum Bibliotek i Virumhallerne og et nyt Lundtofte Bibliotek på Lundtofte Skole.
Bibliotekerne har over 300.000 besøgende årligt.
Kun omkring halvdelen låner materiale med hjem.
Kommunens budget for bibliotekerne har været på mellem 30 og 35 millioner kroner.
Biblioteket var et af de første der etableret et kunstbibliotek. Det skete i 1969 efter en ændring af biblioteksloven i 1964. Der var da 1.000 værker til udlåns.
Danmarks Tekniske Informationcenter, biblioteket på Danmarks Tekniske Universitet, ligger også i kommunen, men hører ikke ind under Lyngby-Taarbæk Bibliotekerne.